# Brephos haplocraspis
Brephos haplocraspis är en fjärilsart som beskrevs av Gustaaf Hulstaert 1923. Brephos haplocraspis ingår i släktet Brephos och familjen nattflyn. Inga underarter finns listade i Catalogue of Life.